# Dème de Vólos
Le dème de Vólos (grec moderne : Δήμος Βόλου / Dhímos Vólou) est un dème situé dans le district régional de Magnésie, en Thessalie. Le siège du dème est la ville de Vólos. 
Il a été créé sous sa forme actuelle en 2011 (plan Kallikratis) par la fusion de neuf anciennes circonscriptions, devenues des districts municipaux.

## Districts municipaux

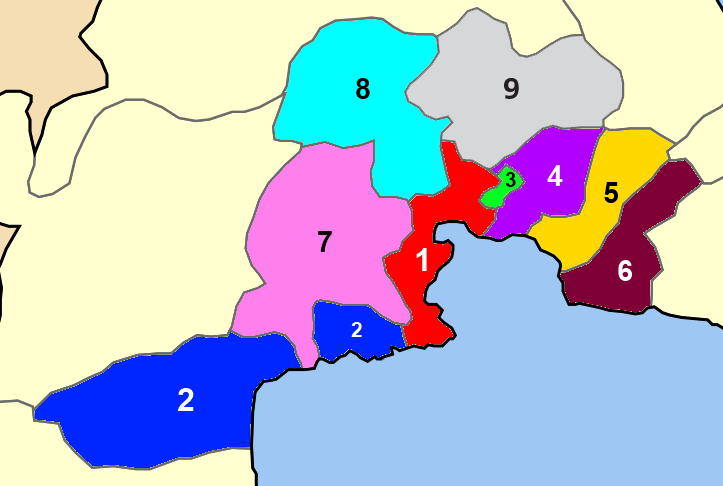
Carte des districts municipaux du dème de Vólos
1 - Vólos
2 - Néa Anchialos
3 - Iolkos
4 - Portaria
5 - Agria
6 - Artémida
7 - Aisonia
8 - Néa Ionia
9 - Makrinitsa

### District municipal de Portaria
Il comprend quatre subdivisions :

District municipal de Portaria

- communauté locale d'Alli Meria, comprenant les localités d'Alli Meria (el) (770 hab.) et de Goritsa (92 hab.).
- communauté locale de Katochori(on) (362 hab.)
- communauté locale de Portaria (566 hab.), comprenant la localité de Portariá (552 hab.) et deux hameaux
- communauté locale des Stayiates (121 hab.)

### District municipal d'Aisonia

District municipal d'Aisonia

Il a été nommé d'après le personnage mythologique Éson. Il comprend deux subdivisions :
- communauté municipale de Dimini (2279 hab.), comprenant la localité de Dimíni (2261 hab.) et deux hameaux.
- communauté locale de Sesklo (970 hab.), comprenant les localités de Sésklo (862 hab.) et Chrysí Aktí Panayías (108 hab.).